# Młynek (Pińczów)
Pour les articles homonymes, voir Młynek.
Młynek est une localité polonaise de la gmina de Złota, située dans le powiat de Pińczów en voïvodie de Sainte-Croix.